# Chiesa di San Leone I

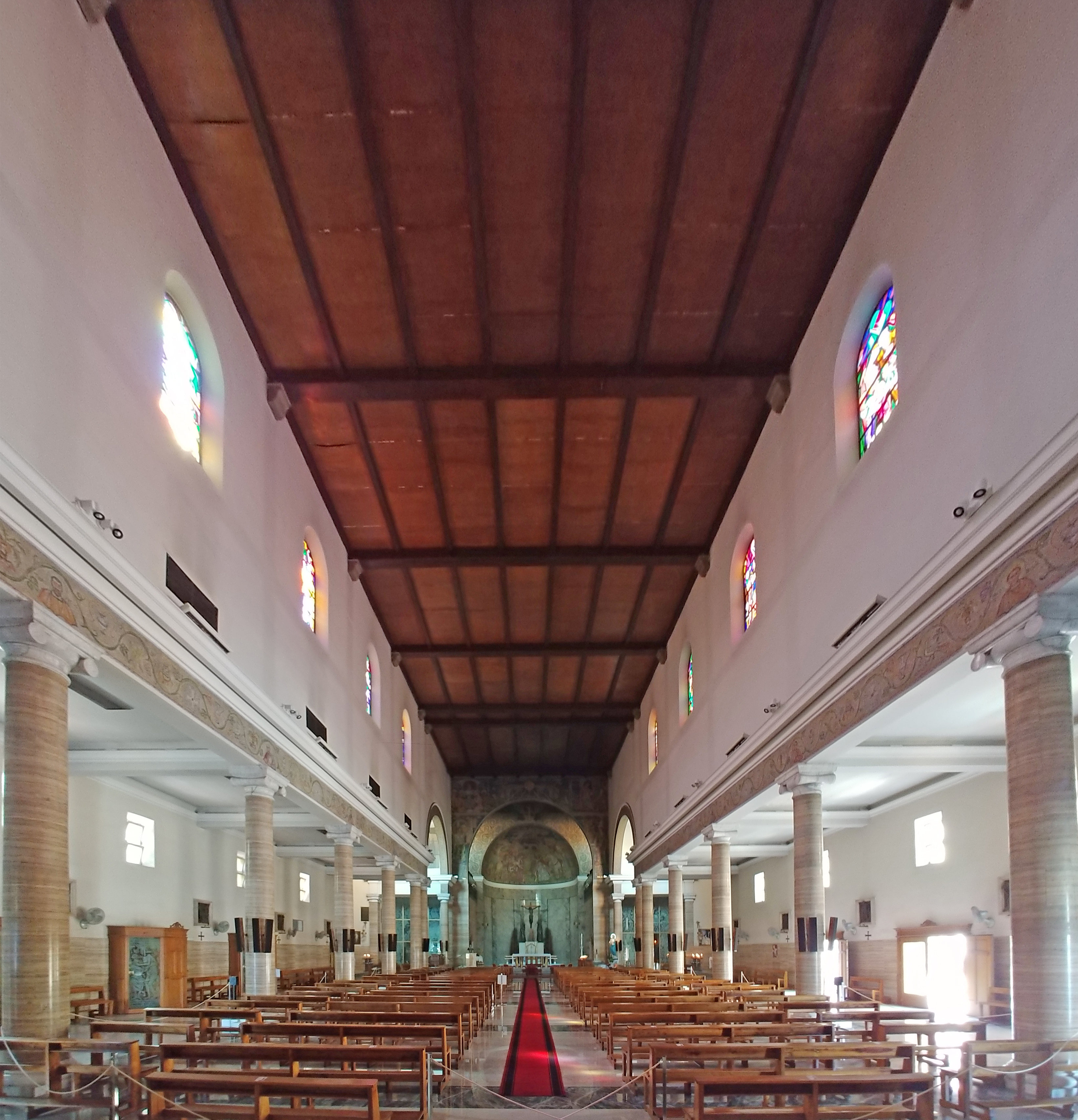
Interno

La chiesa di San Leone I è un luogo di culto cattolico di Roma, situato nel quartiere Prenestino-Labicano, in via Prenestina.

## Storia
La chiesa è costruita su progetto dell'architetto Giuseppe Zander tra il 1950 ed il 1952.
Essa è sede della parrocchia omonima, istituita il 7 ottobre 1952 con decreto del cardinale vicario Clemente Micara "Tricesimo iam vertente". Inoltre è anche sede dal 1965 del titolo cardinalizio “San Leone I”.
La chiesa è stata visitata da Giovanni Paolo II il 17 dicembre 1989.

## Descrizione
La facciata della chiesa si presenta in mattoni con portali in travertino e sculture di Luigi Venturini; nella parte superiore è inserito un rosone.
L'interno è a tre navate, suddivise da colonne in cemento, che reggono il soffitto con struttura anch'essa di cemento. Vi sono conservate buone opere d'arte del Novecento tra le quali occorre menzionare:
- i mosaici dell'arco trionfale e dell'abside con la raffigurazione rispettivamente l'Allegoria della società cattolica e l'Incontro di san Leone Magno con Attila (1952), e le vetrate del rosone (1955) e quelle con i Dieci comandamenti (1983-1990) di János Hajnal;
- i mosaici absidali della cappella del SS. Sacramento e il mosaico absidale della cappella della Madonna della Pace realizzati da Adriana Notte [1]
- il gruppo bronzeo all'altare maggiore raffigurante la Crocifissione di Venanzo Crocetti;
- una Madonna col Bambino di Alfredo Biagini sull'altare dell'abside di sinistra;
- un Sacro Cuore di Gesù di Luigi Montanarini e una Sacra Famiglia di Gisberto Ceracchini nel transetto.

Sulla cantoria alla sinistra del presbiterio si trova l'organo a canne, costruito nel 1954 dai Fratelli Ruffatti. A trasmissione elettrica, dispone di 30 registri su due manuali e pedale.